# بوبليشر كليرنج هاوس
بوبليشر كليرنج هاوس (بالإنجليزية: Publishers Clearing House) هي شركة تسويق مباشر تعمل على تَسوِيق البضائع واشتراكات المجلَّات واليانَصِيب وألعاب الجوائز، تأسَّست في 1953، وبدأت في اليانَصِيب في 1967، واِستَحوذت على شركة البحث «بلينجو» في 2006، وعلى شركة الألعاب عبر الإنترنت «فن تانك» في 2010، وعلى شركة التَسوِيق عبر الهَاتِف المَحمُول ليكويد وايرلس في عام 2012.

## التَّاريخ

### التَّاريخ المبكر
تأسَّست «بوبليشر كليرنج هاوس» في 1953 في بورت واشنطن في نيويورك، وكان مؤسسها «هارولد ميرتز»، المدير السابق لفريق مَبيعات اشتراكات المجلَّات من باب إلى باب، بدأت الشركة في قبو ميرتز بمساعدة زوجته لوستر وابنته جويس. انتقلت الشركة من قبو ميرتز إلى مبنى مكاتب في عام 1969 وبدأت في تعيين الموظَّفين، وتبرع بموقعه السابق للمدينة وأُعيد تسميته إلى «مركز مجتمع هارولد إي ميرتز». وبحلول 1981 بَلَغَت عائِدَات الشركة 50 ملْيُون دُولَار، وارتفعت إلى 100 ملْيُون دُولَار في 1988.
في عام 1967 بدأت شركة بوبليشر كليرنج هاوس أول «مُسَابَقَة يانَصِيب» لزيادة مَبيعاتها، بناءً على مُسَابَقَات اليانَصِيب التي تقيمها ريدرز دايجست. وتراوحت الجوائز بين 25 سنتًا إلى عشرة دولارات، ومع زيادة استجابة المُشاركين للمسابقة، قدمت كليرنج هاوس جوائز تلبغ 5000 دُولَار، إلى أن وصلت إلى 250 ألف دُولَار، وبدأت بوبليشر كليرنج هاوس في التَروِيج لمسابقاتها على التلفاز في عام 1974.
كانت الشركة هي الوحيدة في هذا المجال حتَّى عام 1977، عندما شكّل العميل السابق «تايم إنك» وناشرين آخرين شركة «أمريكان فاميلي بوبليشرز» للتنافس معها بعدَ رفضها طلبات متكررة للحصول على عائِدَات أكبر من المَبيعات، وتنافست الشركتان للحصول على الحقوق الحصرية للمجلات وقدمتا أفكار تَروِيجية وجوائز أفضل، وعندما رفعت «أمريكان فاميلي بوبليشرز» قيمة جائزتها الكبرى إلى ملْيُون دُولَار، ثم إلى 10 ملْيُون دُولَار في 1985، قامت بوبليشر كليرنج هاوس برفع جوائزها لنفس المبلغ،  وبحلول 1979 وزعت الشركتان جوائز بَلَغَت 7 ملْيُون دُولَار، و40 ملْيُون دُولَار بحلول 1991، و137 ملْيُون دُولَار بحلول عام 2000.
في عام 1989 بدأَ اثنان من أعضاء الفَرِيق الإعلاني التابع للشركة وهما «ديف ساير» و«تود سلون» مُسَابَقَة «برايز باترول» تقوم فكرتها على مفاجئة الفائزون بشيك في منزلهم، وهي فكرة مستوحاة من المسلسل التلفزيوني «المليونير» في الخَمسينِيَّات من القرن الماضي.
في 1992 عُثر على آلاف من تذاكر اليانَصِيب مرمية في سلة مهملات الشركة، تعود لأشخاص لم يشتركوا في المجلّة، ممَّا عزز الاعتقادات بأنَّ الشركة تُفضل المُشتركين في مجلتها لاختيار الفائزين بالمُسَابَقَة، ولكنَّ الشركة قَالَت إن أحد موظَّفي البريد قام بذلك، ورُفعت دَعوَى جماعية ضدَّ الشركة، ولكنَّها سوت القضية معهم ومنحتهم فرصة ثانية للفوز.

## التنظيم الحكوميّ
واجهت «بوبليشر كليرنج هاوس» ومنافستها الرئيسيَّة «أمريكان فاميلي بوبليشرز» سلسلة من المشاكل القانونيَّة في التسعينات بسببِ مخاوف من كون رسائلهم البريديَّة تضلل المستهلكين وتلمح إلى أن زيادة مشترياتهم للمجلات تزيد من فرصهم للفوز، وأدى ذلك إلى صدور قانون لمنع البريد الخادع ولتنظيم أعمال البريد المباشر، وفي جلسات مجلس الشيوخ أثناء مناقشة هذا القانون قَالَت «بوبليشر كليرنج هاوس» إن مُعظم المستهلكين لم يكونوا مرتبكين بشأن فرصهم في الفوز، وإن أقل من خمسة بالمائة من المُشاركين ينفقون أكثر من 300 دُولَار على اليانَصِيب. وقال مسؤولون حكوميون من كاليفورنيا إن 5000 مستهلك محلي دفعوا أكثر من 2500 دُولَار لمشتريات المجلَّات لاعتقادهم الخاطئ بأنَّ زيادة مشتريات المجلَّات تزيد من فرصهم للفوز في اليانَصِيب.
قدرت مصادر صناعية انخفاض مَبيعات «بوبليشر كليرنج هاوس» بنِسبَة 22 إلى 30 بالمائة بعدَ السعمة السيئة التي حصلت عليها نتيجة للدعاوى القضائيَّة، وفي عام 2000 سرحت الشركة ربع موظفيها البالغ عددهم 800 شخص.

### الدعاوى والتسويات
في عام 1994 أرسلت «بوبليشر كليرنج هاوس» رسائل بريدية تخبر مستلميها أنَّهم جميعًا «وصلوا إلى المَرحَلَة النهائيَّة»، ورُفعت عليها دَعَاوَى قضائيَّة في 14 ولاية أمريكية. وفي وقتٍ لاحقٍ نفت «بوبليشر كليرنج هاوس» أنَّها ارتكبت أي مخالفة، ولكنَّها وافقت على تسوية القضايا بدفع 490 ألف دُولَار، ووافقت على تغيير ممارساتها.
في 1997 سافر أحد متسابقي شركة «أمريكان فاميلي بوبليشرز» إلى تامبا بولاية فلوريدا للحصول على الجائزة معتقدًا أنَّهُ فاز في المُسَابَقَة، ورغم أنَّهُ لم يفز تسببت الدعاية الناتجة في رفع دَعَاوَى قضائيَّة على الشركتين. وتوصلت «بوبليشر كليرنج هاوس» إلى تسوية بقيمة 30 ملْيُون دُولَار في عام 1999. وفي 2000 توصلت إلى تسوية أُخرى بقيمة 18 ملْيُون دُولَار في 24 ولاية، بعدَ أن أرسلت الشركة رسائل بريدية جماعية تقول فيها «أنت فائز!» واستخدمت شيكات شخصية وهمية، ووافقت الشركة على تجنب الرسائل المماثلة في المُستقبل وعلى إضافة «مربع حقائق اليانَصِيب» في الرسائل البريديَّة.
رفع محامو 25 ولاية دَعَاوَى ضدَّ التسوية الوطنيَّة في عام 2000، وتوصلت «بوبليشر كليرنج هاوس» إلى تسوية أُخرى بقيمة 34 ملْيُون دُولَار في عام 2001، ممَّا رفع إجمالي التسويات مُنذُ عام 1999 إلى 82 ملْيُون دُولَار. وكجزء من التسوية طُلب من «بوبليشر كليرنج هاوس» تجنب كتابات مثل «الفائز المضمون» وإضافة «إخلاء مسؤولية» إلى رسائلها البريديَّة وإضافة توضيح بأنَّ شراء المجلَّات لن يزيد من فرص الفوز.
توصلت بوبليشر كليرنج هاوس إلى اتفاقية مع ولاية أيوا في عام 2007. وفي 2010 دفعت 3.5 ملْيُون دُولَار للمدعين العامين في 32 ولاية ومقاطعة كُولومبيا لتسوية اِتِهامات بانتهاك اتفاقية 2001، ونفت الشركة ارتكاب أي مخالفات لكنّها وافقت على العمل مع محقق الشكاوى ومستشار الامتثال الذي سيراجع رسائلها البريديَّة كلّ ثلاثة أشهر.
في أبريل 2014 خلص تحقيق أجرته «اللجنة الخاصّة للشيخوخة» في مجلس الشيوخ إلى أن بوبليشر كليرنج هاوس قد «تجاوزت حدود» الاتفاقات السابقة وأنَّ هُناك حاجة إلى تشريعات إضافية.
في أبريل 2018 رُفعت دَعوَى قضائيَّة في محكمة مقاطعة اَلمِنطَقَة الشرقيَّة من نيويورك تزعم أن بوبليشر كليرنج هاوس انخرطت في ممارسات تسويقيَّة خادعة من خِلال حملات التَسوِيق عبر البريد المباشر والبريد الإلكترونيّ، وأنَّها تستهدف كبار السن في انتهاك للقانون الفيدراليّ وقانون الولاية.

### التطوير عبر الإنترنت
بدأت بوبليشر كليرنج هاوس في بيع البضائع في عام 1985 بمنتجين، وتوّسعت مَبيعاتها إلى المجوهرات والوسائط والمقتنيات والمُنتجات المنزليَّة وغيرها. وحولت الشركة تركيزها على الإنترنت،  وبدأت في بيع اشتراكات المجلَّات والبضائع على موقعها الإلكترونيّ في عام 1996.
في 2006 اِستَحوذت على شركة «بلينجو» وهي شركة محرك بحث مدعوم بالإعلانات وأعادت تسميته لاحقًا إلى «بي سي إتش سيرش آند وين». وأجرت مُسَابَقَات على تويتر وفيسبوك وماي سبيس، وطورت تطبيقات آي فون لألعاب القمار، وأنشأت مواقع إنترنت للعب والفوز عبر الإنترنت مثل ألعاب بوبليشر كليرنج هاوس و(بالإنجليزية: PCHQuiz4Cash).
اِستَحوذت بوبليشر كليرنج هاوس على «فن تانك»، وعلى موقع الألعاب عبر الإنترنت Candystand.com. وفي عام 2011 روجت لمسابقة يانَصِيب «مبلغ 5000 دُولَار كلّ أسبوع مدى الحياة» في الإعلانات التلفزيونيَّة والصفحة الأولى لموقع AOL.com،  وفي العام التالي اِستَحوذت على شركة تَسوِيق متنقلة تُدعى «ليكويد وايرلس».
في عام 2008 قال متحدث باسمِ «بوبليشر كليرنج هاوس» إن الخصائص الرَقمِيَّة تهدف إلى جذب المستهلكين الأصغر سنًا، وبحلول عام 2013 أصبَحَ الإنترنت القناة الأساسيّة للشركة للتفاعل مع المستهلكين. 

## المُنتجات
تُعرف شركة «بوبليشر كليرنج هاوس» أنَّها شركة تَسوِيق مباشر، حيثُ تبيع البضائع واشتراكات المجلَّات وتدير العديد من مواقع الويب القائمة على الجوائز ومع أنَّها تشتهر بمُسَابَقَات اليانَصِيب والجوائز التي تُستخدمها للترويج لاشتراكات المجلَّات،  لكنَّها تحصل على غالبية عائداتها من البضائع، حيثُ تبيع الكتب والوسائط والمجوهرات والمواد الاستهلاكيّة الأُخرى، وتبيع الشركة أيضًا اشتراكات المجلَّات بسعر مخفض، وتُعلن عن الاشتراكات بجانب اليانَصِيب، وتُشير التقديرات إلى أن شركات مثل بوبليشر كليرنج هاوس تحصل على نسبة 75-90 بالمائة من رسوم الاشتراك الشهري للمجلات.
ذكرت المُستندات التي قُدمت إلى وزارة خارجية نيويورك في عام 1993 أن الشركة أرسلت 220 ملْيُون مغلف بالبريد في ذلك العام، حيثُ يُمكن للمشترين الدائمين تلقي 30 إلى 40 رسالة بريد في السنة. 

## اليانَصِيب

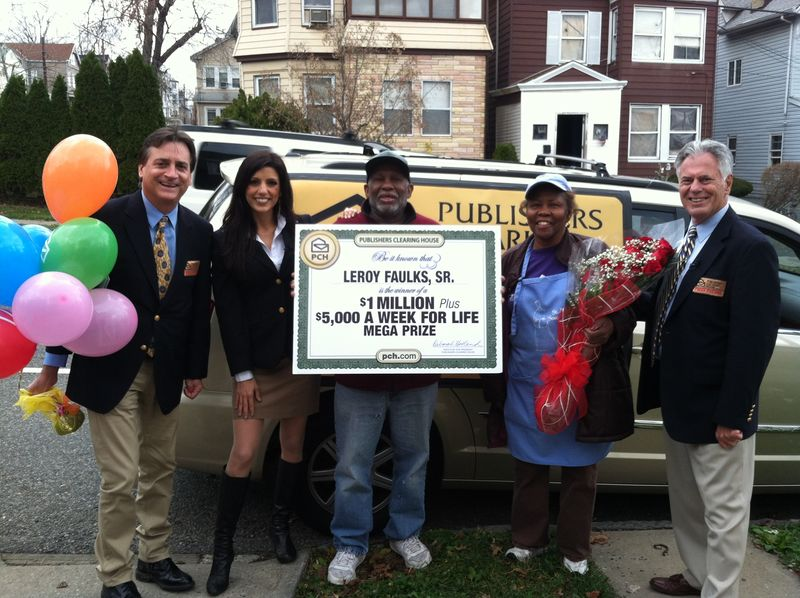
تقدم الجائزة شيكًا كبيرًا للفائز بمسابقة اليانصيب مقابل مليون دولار بالإضافة إلى 5000 دولار في الأسبوع مدى الحياة

على الرغم من أن شركة بوبليشر كليرنج هاوس تُعلن عن مُسَابَقَة اليانَصِيب جنبًا إلى جنب مع اشتراكات المجلَّات، ولا يتلزم ذلك الشراء للدخول في المُسَابَقَة أو الفوز. وفي عام 1995 بدأت في الإعلان عن الفائزين بجائزتها البالغة 10 ملايين دُولَار بعدَ سوبر بول مباشرةً. ووزعت الشركة جوائز بَلَغَت 225 ملْيُون دُولَار في 2011. وجوائزها الكبرى هي 5000 دُولَار في الأسبوع مدى الحياة، أو 10 ملايين دُولَار، أو مليونين أو ثلاثة ملايين دُولَار. ويُمكن أن تكون الجوائز بطاقات هدايا أمازون بقيمة دُولَار إلى 2500 دُولَار، وتُدفع الجوائز النقدية الأكبر على أقساط، وعادةً ما تُدفع لمدَّة 30 عامًا.

### احتمالات الفوز
وفقًا للقواعد الرسميَّة اعتبارًا من يونيو 2020، تبلغ احتمالات الفوز بجائزةً «5000 دُولَار في الأسبوع مدى الحياة» 1 من 6.2 مِليار.

### جائزةً دورية
تفاجئ «برايز باترول» الفائزين بمُسَابَقَة اليانَصِيب في منازلهم أو عملهم أو مواقع أُخرى بجوائز نقدية وتصوّر الحدث على شريط فيديو، حيثُ تقدم شيكات تتراوح قيمتها بين ألف دُولَار و10 ملْيُون دُولَار، وتبثها في الإعلانات التلفزيونيَّة، ومؤخراً على الإنترنت والمواقع الإلكترونيَّة للشركة ووسائل التواصل الاجتماعيّ.

### المتحدث الرسميّ
في صيف عام 2020 أصبَحَت «ماري أوزموند» متحدثة رسميَّة باسمِ بوبليشر كليرنج هاوس.